# USS Eberle (DD-430)
Эскадренный миноносец «Эберле» (англ. USS Eberle (DD-430)) — американский эсминец типа Gleaves.
Заложен на верфи Bath Iron Works, Bath Me 12 апреля 1939 года. Заводской номер: 181. Спущен 14 сентября 1940 года, вступил в строй 4 декабря 1940 года. Выведен в резерв 3 июня 1946 года. Из ВМС США исключён 24 января 1951 года.
22 января 1951 года передан Греции, где 18 апреля 1951 года введен как эсминец под названием (ΑΝΤΙΤΟΡΠΙΛΛΙΚΟ) 65 «Niki» («ΝΙΚΗ»). Исключен в 1972 году и в том же году разобран на слом.